# Tumua Anae
Tumuaialii "Tumua" Anae (16 de octubre de 1988) es una portera de waterpolo estadounidense. Ella era campeona de la NCAA y All-American mientras jugaba para la University of Southern California. Ella también ganó una medalla de oro en los Juegos Olímpicos de 2012 con el equipo nacional de Estados Unidos.

## Biografía
Anae jugó en el equipo de waterpolo en Corona del Mar High School. Ella fue nombrada la CIF División II Co-Jugadora del Año en su último año.
Anae comenzó su carrera universitaria en la University of Southern California en 2007. Esa temporada, tuvo 89 salvamentos y permitió 67 goles.
Al año siguiente, Anae tenía 232 salvamentos y permitió 120 goles. Sus 4,6 goles en contra por partido fue el mejor en la MPSF. Ella fue nombrada al primer equipo All-American, el primer equipo All-MPSF, y el equipo de la NCAA All-Tournament.
Anae se unió al equipo de waterpolo nacional de Estados Unidos en 2010. Ella era una portera de reserva durante carreras de medalla de oro estadounidenses en la FINA World League Super Final de 2011 y Juegos Panamericanos 2011. Ella ganó la medalla de oro con los EE. UU. en los Juegos Olímpicos de Verano de 2012.